# Callejón de Hamel

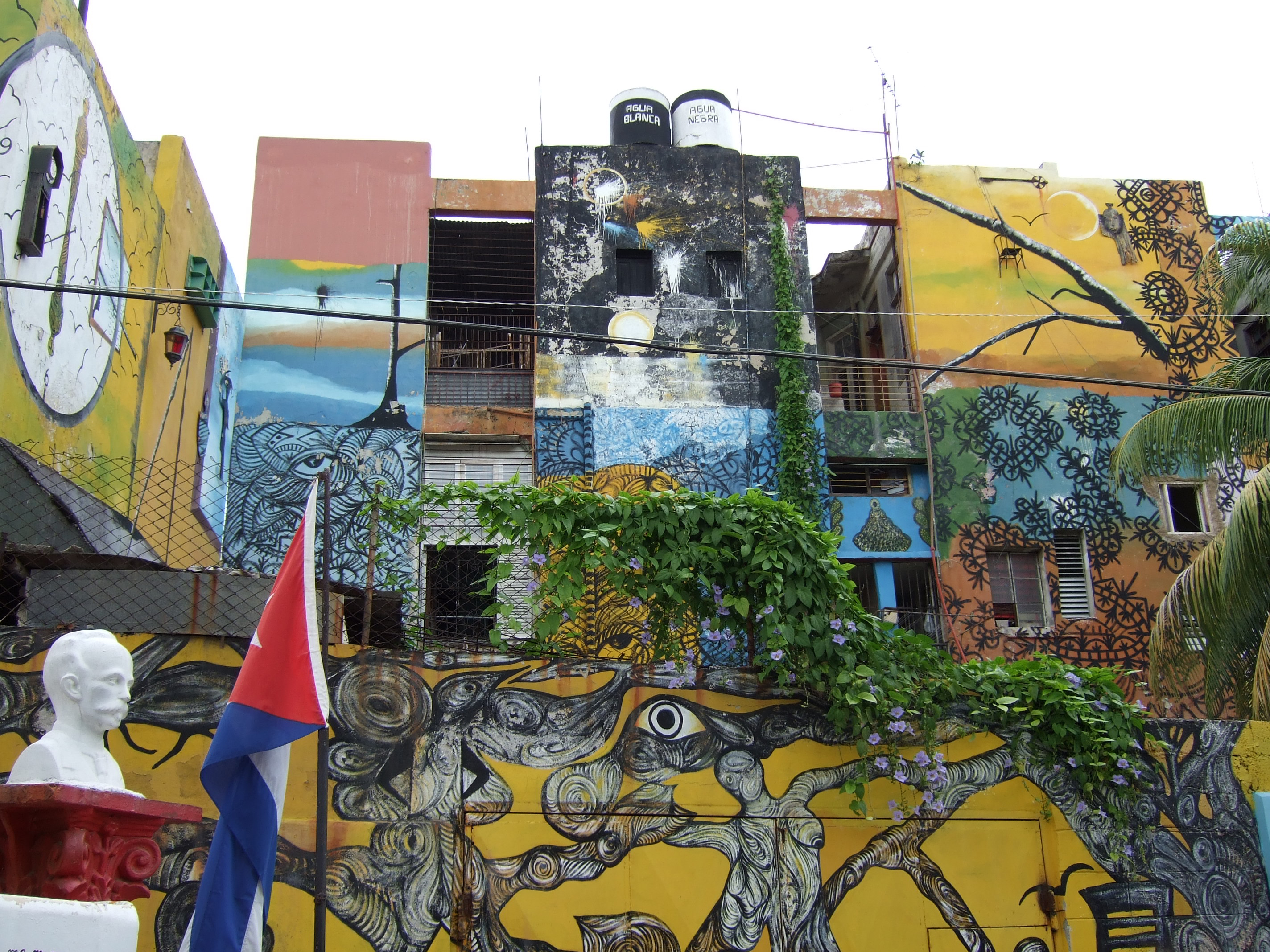
Detalle del callejón de Hamel

El Callejón de Hamel es un callejón situado entre las calles Aramburu y Hospital en la La Habana. Este callejón posee pinturas, murales y esculturas que rinden tributo a la cultura afrocubana, de hecho, la mayoría de sus murales describen deidades afrocubanas. También hay esculturas hechas de restos de viejas bicicletas y bañeras abandonadas. Su nombre se debe a Fernando Belleau Hamel, estadounidense de origen franco-alemán, que organizó un negocio de materia prima y fundición y les construyó casas a sus empleados.

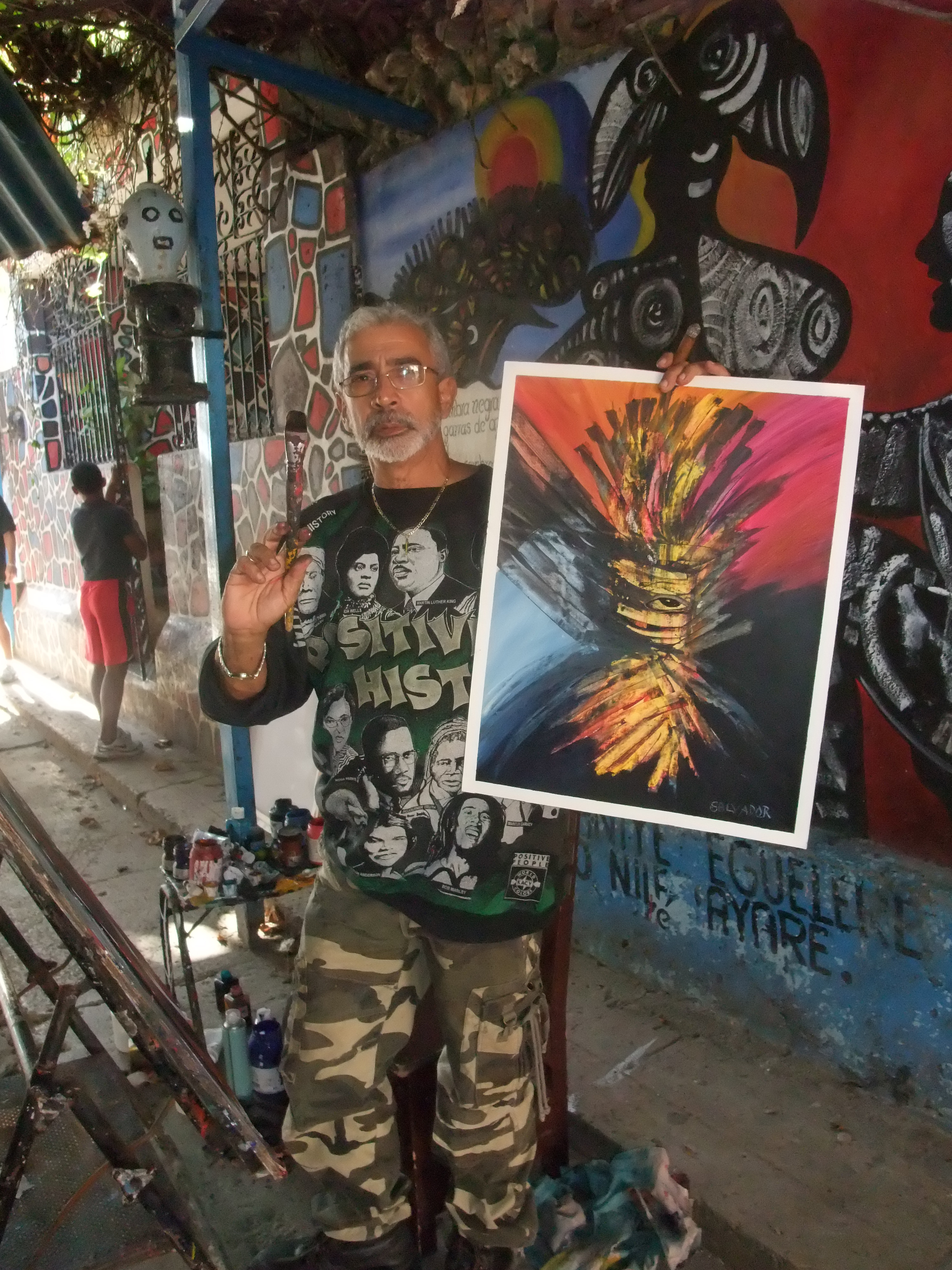
Salvador González Escalona en su puesto de trabajo con la pintura "Makuto"

Uno de los artistas que más ha marcado el arte del callejón es Salvador González Escalona. Comenzó en 1990, a partir de que tuvo que ir al callejón para pintar un mural en casa de un amigo suyo que vivía allí. Su objetivo es ofrecer el arte creador al pueblo, revitalizando una calle olvidada por el tiempo y por la ciudad, y transformarla en una galería de arte, donde el mismo barrio formaría parte indisoluble de una creación única en su género, en el país y en el mundo, que estuviera siempre al alcance de niños, ancianos, obreros y profesionales.
Al mediodía de cada domingo, el callejón se realizan bailes y grupos locales tocan música en directo.